# دانه‌شکن کوچک
دانه‌شکن کوچک (نام علمی: Pyrenestes minor) نام یک گونه از سرده دانه‌شکن است.